# Colpochilodes raucipennis
Colpochilodes raucipennis är en skalbaggsart som beskrevs av Blackburn 1898. Colpochilodes raucipennis ingår i släktet Colpochilodes och familjen Melolonthidae. Inga underarter finns listade i Catalogue of Life.